# Pena de morte na Bulgária
A pena de morte foi abolida na Bulgária em 12 de dezembro de 1998, com a última execução conhecida tendo sido realizada por fuzilamento em 4 de novembro de 1989. O Parlamento da Bulgária havia introduzido uma moratória em 7 de julho de 1990 e o protocolo número seis da Convenção Europeia sobre os direitos humanos entraram em vigor no dia 1° de outubro de 1999.